# Remus (imię)
Remus – łacińskie imię męskie obcego, nieindoeuropejskiego pochodzenia i o niejasnym znaczeniu. Imię jednego z dwóch legendarnych założycieli Rzymu.
Znane osoby noszące imię Remus:
- Remus von Woyrsch, pruski oficer piechoty, feldmarszałek królewski

Znane postaci fikcyjne noszące imię Remus:
- Remus Lupin, czarodziej, postać z książek o Harrym Potterze

Zobacz też:
- Życie i przygody Remusa, epopeja kaszubska; powieść uznana przez znawców tematu za najwybitniejsze dzieło literatury kaszubskiej
- Remus – księżyc